# Amalienpassage

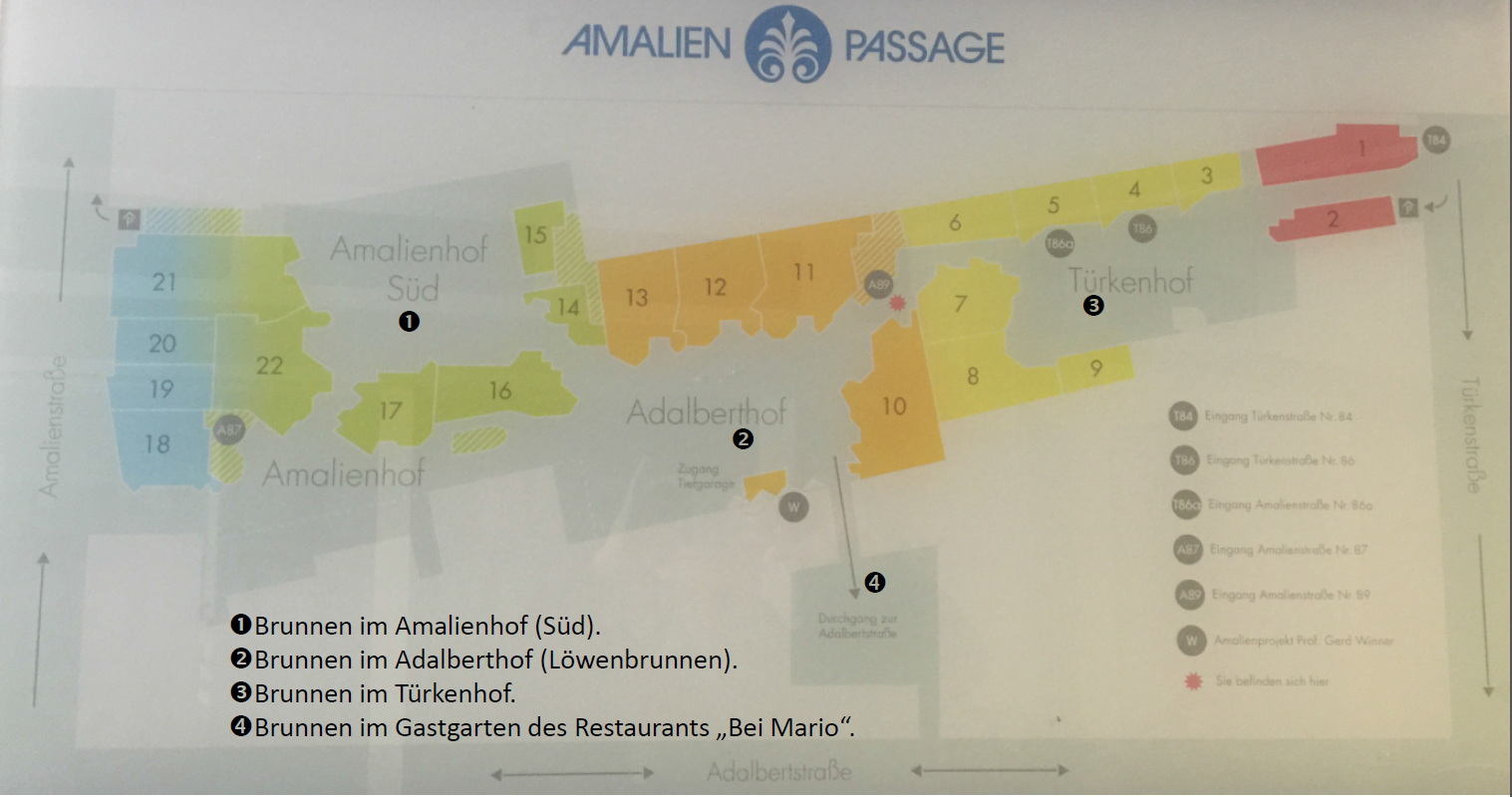
Lageplan mit Brunnen

Die Amalienpassage ist eine 1977 eröffnete Ladenpassage in der Maxvorstadt in München und wurde nach Plänen des Münchner Architekten Jürgen von Gagern errichtet. Sie verbindet die Amalienstraße und die Türkenstraße zwischen Schellingstraße und Adalbertstraße.

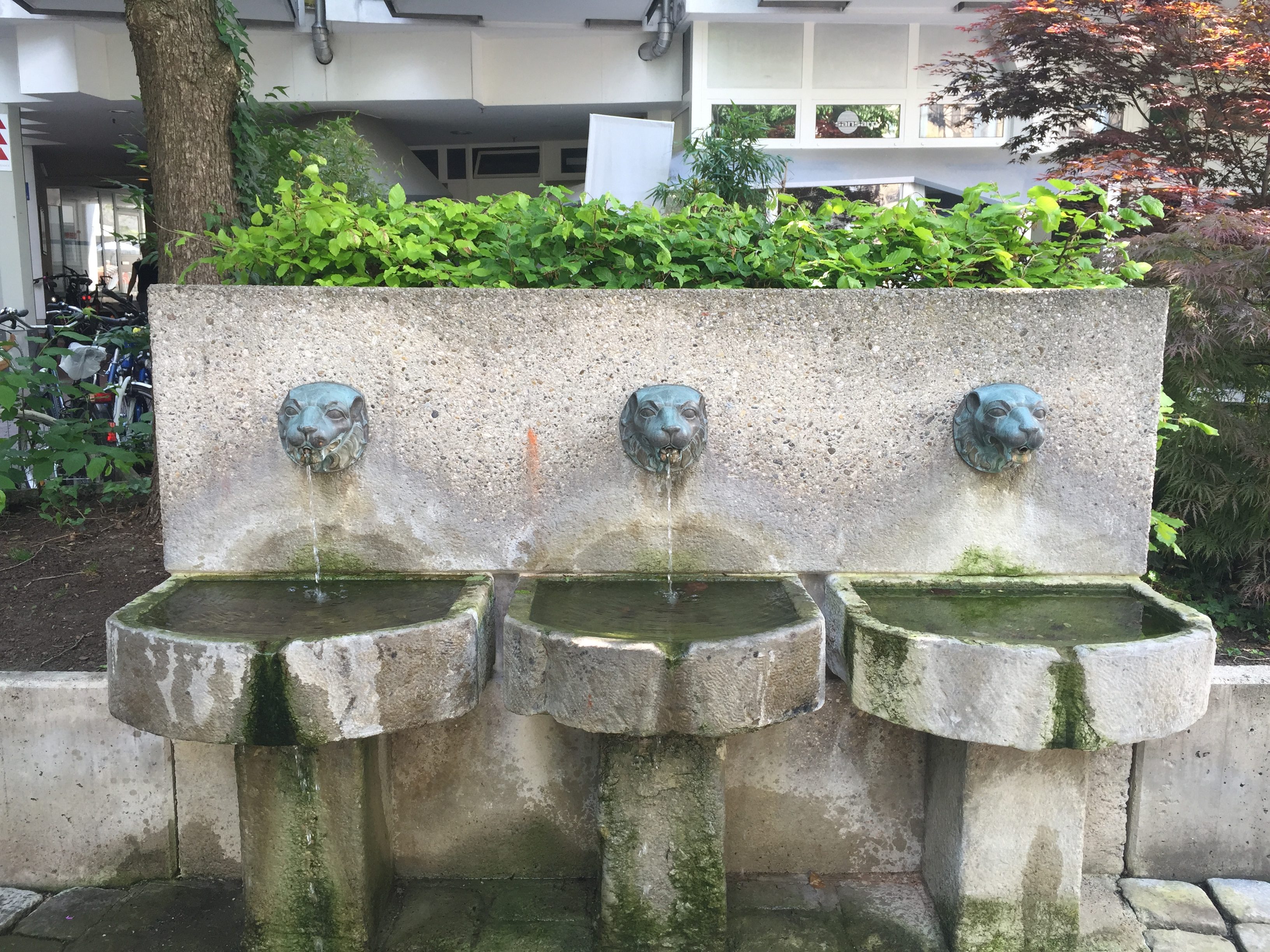
Löwenbrunnen, Adalberthof

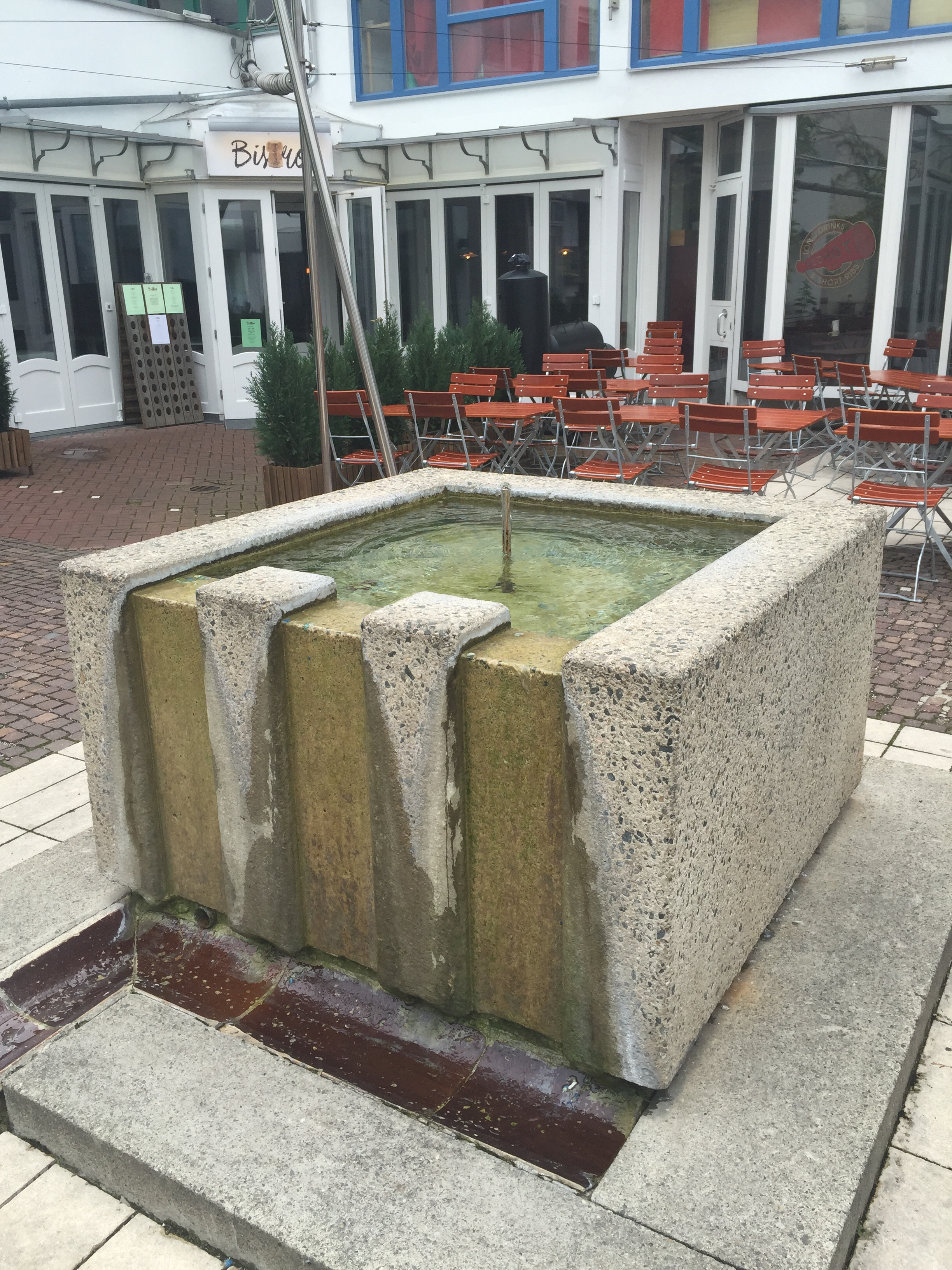
Brunnen, Türkenhof

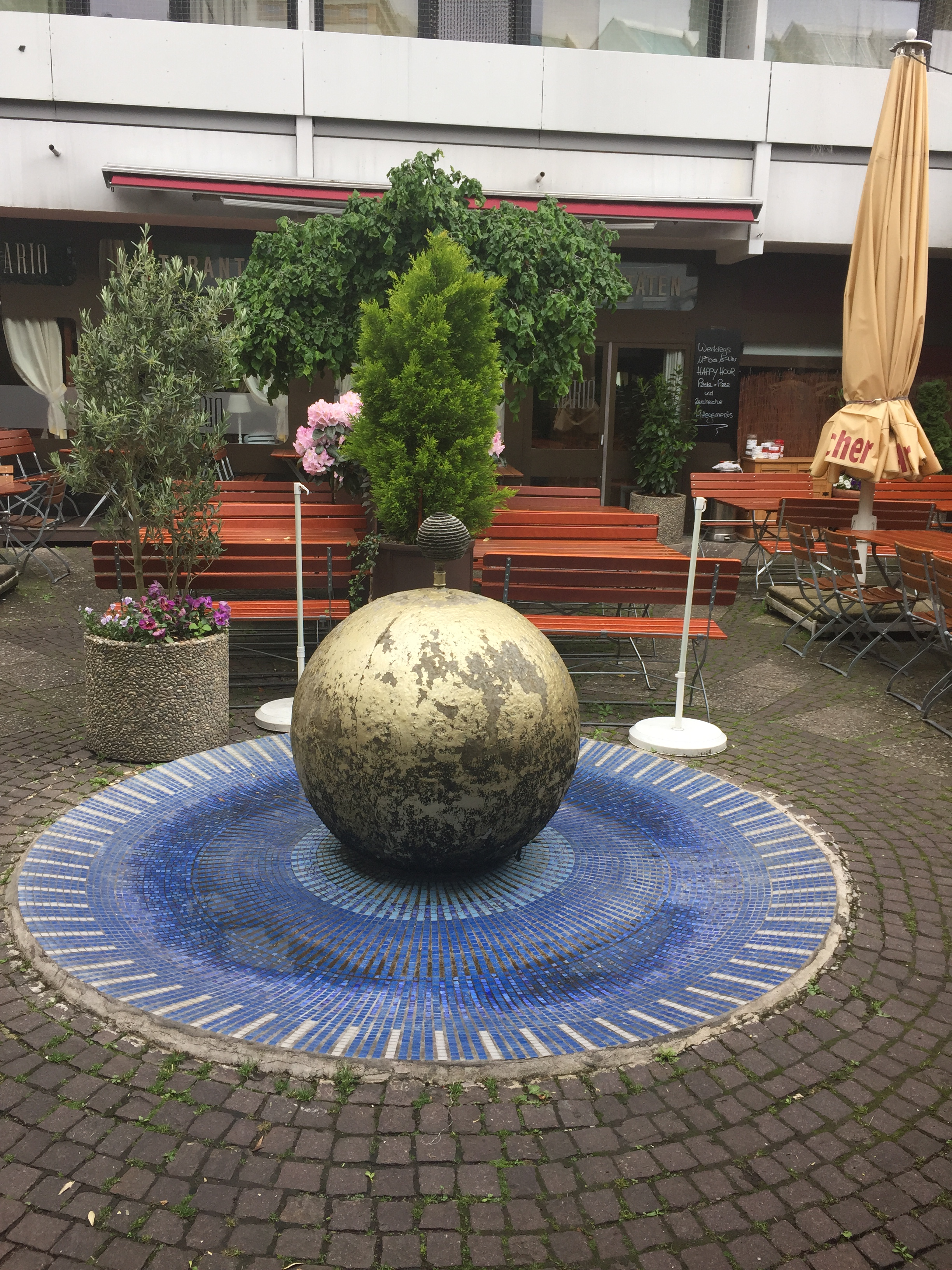
Brunnen

## Beschreibung
Es gibt eine Mischnutzung von Gewerbe und 203 Wohnungen. Die Passage besteht aus überdachten Bereichen und vier unterschiedlich gestalteten Höfen (Adalberthof, Amalienhof, Amalienhof Süd und Türkenhof), in denen sich vier Brunnen befinden.
Von Gagern (* 1930) plante die Passage im Sinne der Formenvielfalt; das Farbkonzept von Eva von Gagern-Hübsch setzt diese Vielfalt in leicht wechselnden Tönungen fort. Das Eingangsgebäude wurde zwischen 1975 und 1977 von Gordon Ludwig errichtet.
Bauunternehmer war Fritz Eichbauer, der dort auch von 1978 bis 2013 das Bistro Terrine unterhielt. Heute ist dort das Sparkling Bistro von Jürgen Wolfsgruber.
Der Bau kostete 50 Mio. DM.

## Baudenkmal
Bauwerk, Außenanlagen und Kunst am Bau stehen unter Denkmalschutz.

## Dokumentation
- Georg Friedel: Amalienpassage. Beobachtungen in einem Durchgang. Bayerischer Rundfunk, 1985